# Charles Pahud de Mortanges
Charles Pahud de Mortanges (L'Aia, 13 maggio 1896 – L'Aia, 7 aprile 1971) è stato un cavaliere olandese, quattro volte campione olimpico nell'equitazione.

## Biografia
Le cinque medaglie olimpiche conquistate in tre edizioni dei Giochi olimpici estivi, lo pongono alle spalle di soli otto atleti nell'intera storia olimpica.

## Palmarès
| Anno | Manifestazione  | Sede        | Evento                      | Risultato |
| ---- | --------------- | ----------- | --------------------------- | --------- |
| 1924 | Giochi olimpici | Parigi      | Concorso completo a squadre | Oro       |
| 1928 | Giochi olimpici | Amsterdam   | Concorso individuale        | Oro       |
| 1928 | Giochi olimpici | Amsterdam   | Concorso completo a squadre | Oro       |
| 1932 | Giochi olimpici | Los Angeles | Concorso individuale        | Oro       |
| 1932 | Giochi olimpici | Los Angeles | Concorso completo a squadre | Argento   |